# Fusil Gras
Le fusil Gras est un fusil à verrou fabriqué à partir de 1874 à partir du fusil Chassepot qu'il remplace. Il est la première arme d'épaule adoptée par l’armée française à utiliser un étui métallique en laiton et à percussion centrale.
Il est le fusil réglementaire de l'armée française du 7 juillet 1874 jusqu'en mai 1886, date de son remplacement par le Lebel modèle 1886. Au delà de 1886, il sert de fusil aux unités territoriales et continue sa carrière à la Garde Républicaine, chez les sapeurs-pompiers à l'époque où ils étaient armés, auprès de l'administration pénitentiaire et de l'Armée de l'air pour le personnel au sol jusqu'en 1940. Il est marginalement utilisé par les troupes françaises à la fin de la campagne de France. Il est utilisé par plusieurs pays du tiers-monde et prend part à nombre de conflits coloniaux asymétriques.

## Caractéristiques du modèle de base
Le fusil Modèle 1874 est une transformation relativement simple du fusil Chassepot modèle 1866 qui utilise des cartouches en papier en arme à cartouche métallique 11 × 59 R mm. Cette transformation est proposée par le commandant Basile Gras en 1873 et acceptée en 1874. Au total, 892 990 fusils Chassepot sont transformés en fusils Gras (modèle 1866-1874), en plus des fusils Gras neufs de manufacture qui sont fabriqués à 1 244 502 exemplaires  (modèle 1874). Son prix est de 36 francs-or. La production s'étale de 1874 à 1883. L'arme particulièrement bien finie, acquiert une excellente réputation de robustesse et d’efficacité. Comme pour le Chassepot, la monture est en noyer.

### Les munitions
Il peut recevoir cinq types de munitions : 
- Modèle 1874 à balle cylindro-ogivale en plomb pur (25 g) et charge de 5,25 g de poudre F1. Cette cartouche connaît de grosses irrégularités de tir, sa justesse est des plus médiocres en raison d'importantes variations de vitesse initiale. Elle est essentiellement la copie métallique de la munition papier du fusil Chassepot.
- Modèle 1879 à balle cylindro-ogivale en plomb pur (25 g) et charge de 5,25 g de poudre F1 ou F3. Le culot est renforcé, la hauteur du calepin réduite et le serrage de la balle dans l'étui mieux contrôlé. La trajectoire est plus tendue, la portée plus cohérente avec les indications de la hausse, la justesse est améliorée grâce à une plus grande régularité des vitesses initiales.
- Modèle 1879-83 à balle à méplat en plomb durci (25 g) et charge de 5,25 g de poudre F1. C'est la cartouche définitive du système Gras, dont le méplat et le plomb durci améliorèrent la précision du tir.
- Modèle 1874-79 à blanc sans balle chargée de 5,25 g de poudre B, F1 ou F3 ou 4,5 g de poudre à fusil ordinaire
- Modèle de tir réduit à balle sphérique en plomb pur de 8,7 g chargée de 0,4 g de poudre B, F1 ou F3 [2]

## Les versions

### La carabine de cavalerie ou de gendarmerie à cheval
La carabine de cavalerie ou de gendarmerie à cheval est raccourcie à 1,175 m. La bretelle est adaptée à la cavalerie. Elle est construite à 892 990 exemplaires.

### La carabine de gendarme à pied Mle 1874
Sur la base de la carabine de cavalerie, les garnitures sont en laiton et réduites à deux, l'embouchoir et la grenadière. la bretelle est adaptée pour le service à pied avec un battant de crosse. Le tenon de baïonnette est celui du fusil d'infanterie et permet d'y fixer la baïonnette Yatagan Mle 1866. De par son gabarit elle reste, pendant longtemps l'arme de dotation des tirailleurs indochinois. Elle est construite à 119 499 exemplaires.

### Le mousqueton d'artillerie Mle 1874
Il est basé sur la carabine de gendarmerie à pied raccourcie. Les rayures sont forées à gauche contrairement aux autres modèles. Les utilisateurs se plaignent de son recul considérable.
Nombre de ces carabines sont revendues au fur et à mesure qu'elles sont remplacées à partir de 1890, par leur équivalent du système Berthier en 8 mm. Elles sont alors cédées aux Sociétés de tir par l'intermédiaire de la Manufacture des Armes et Cycles de Saint-Etienne.

### Les engins de tranchées

#### La bombarde D.R.
La bombarde DR Driant et Renouard est un dispositif composé d'un bâti métallique sur lequel sont fixés, sans leur monture (l'ensemble des parties en bois ou en plastique d'une arme d'épaule), quatre fusils Gras Modèle 1874 dont les canons, bouchés à leur extrémité, portent chacun deux mandrins pour le lancement de la grenade DR. Les fusils sont chargés avec une cartouche spéciale contenant 3,8 g de poudre et sont actionnées à distance avec des ficelles. La portée varie de 85 à 365 m suivant le réglage des chambres d’expansion des tubes. La grenade DR est une grenade percutante à fusil adoptée par l'armée française en 1916. Elle pèse 500 g et contient 65 g de cheddite.

#### Le fusil lance-fusée Chobert
Le fusil lance-fusée Chobert est destiné à envoyer des fusées éclairantes et de signalisation de calibre 4 (25 mm). pour pallier les difficultés des transmissions sur les champs de bataille. Le corps du fusil est constitué de la partie arrière d'un fusil Gras Modèle 1874 conservé tel quel et coupé au ras du tonnerre.

### Les fusils d'exercice

#### Armes d'escrime
Les armes d'escrime se caractérisent par un percuteur coupé.

#### Les armes d'assaut
Le fusil Gras Mle 1874 est doté d'une fausse baïonnette à ressort rentrant dans le canon. L'̩âme est élargie, la culasse est bloquée et l'embouchoir est remplacé par une pièce plus longue en tôle. Les pièces portent la lettre E pour entraînement.

#### Fusil de tir réduit
À partir de 1924, pour accepter la munition de 22 long rifle, les canons sont retubés, le fût est raccourci, la tête mobile de culasse, la hausse, le guidon et la baguette sont adaptés au calibre 5,5 mm.

### Les fusils divers

#### Les lance-amarres de la marine

##### Les fusils scolaires
Des fusils Gras à destination des sociétés de préparation militaire au sein des établissements scolaires mis en place par le décret du 6 juillet 1882 sont fabriqués par une vingtaine de sociétés dont la société d'Andrieux à Paris ou Combier à Valence. Ils font 115 cm de long et n'ont pas de dispositif pour accueillir une baïonnette. Il y a deux types de fusils scolaires, le premier pour s'exercer au tir réduit, le deuxième inapte au tir mais avec des fonctionnalités plus ou moins avancées pour s'entrainer au maniement d'armes, à l'ordre serré et pour l'exercice. Le premier admet la munition à tir réduit de 11 mm. Les fusils scolaires sont acquis par la commune. Leur qualité dépend des moyens qu'elle veut bien y mettre. Ils sont généralement stockés à la brigade de gendarmerie locale et ne sont perçus qu'à la demande de l'enseignant pour l'exercice ou le maniement d'armes.

### Les fusils Gras civils

#### Les fusils de chasse de surplus
Nombre de fusils Gras sont utilisés pour la chasse et ont été recalibrés lorsque nécessaire.
Les plus connus sont ceux refondus par Arthur Nouvelle, un armurier parisien de renom mais le fusil Gras fait les beaux jours de la Manufacture d'Armes et de Cycles de Saint-Etienne où il satisfait les chasseurs économes.

#### Le fusil des aventuriers et des explorateurs
Arthur Rimbaud ou Henry de Monfreid sont équipés du fusil Gras pour leurs aventures[réf. nécessaire].
Les fusils Gras ont été détruits en grande quantité pendant l'Occupation.

## Modifications

### La modification M80
Le fusil Gras souffre de rupture de l'étui métallique pendant le tir. Le tireur est alors gravement brûlé par les gaz. Pour y remédier, de nombreuses études sont faites. Dans un premier temps, un cylindre de culasse plus long est essayé sans succès. Dans un deuxième temps, la qualité du cuivre des étuis est améliorée. Dans un troisième temps, un évidement circulaire est pratiqué dans la paroi interne gauche pour laisser les gaz s'échapper en cas de rupture accidentelle du culot. Cette dernière modification reçoit le titre de M80. La totalité des fusils en service dans l'armée française y sont soumis ce qui fait des modèles non modifiés des exemplaires rarissimes.

### La modification M14
Le fusil Gras subit une nouvelle modification à partir de novembre 1914. Pour pallier le manque d'armes, une centaine de milliers d'armes subit la modification M14, pour tirer la munition 8 mm Lebel. Cette transformation est facilitée par le fait que la munition 8 × 50 R possède le même culot que la munition de 11 mm d'origine. Rapidement jugé trop coûteux et contre-productif pour des manufactures d'armes déjà saturées, le projet de transformation est arrêté en octobre 1915. Cette modification ne touche qu'une arme sur cinq, le reste des fusils Gras M80 (non transformés M14) est envoyé en Russie en 1915-1916.
La modification M14 comprend : un nouveau canon chambré en 8 × 50 R Lebel ; un nouveau garde-main et une modification du canon pour recevoir la baïonnette d'origine.

## Les baïonnettes

### Sabre baïonnette Mle 1866 Z à fourreau bronzé dite "yatagan"
Le sabre baïonnette Mle 1866 du Chassepot est toujours montable sur le Gras mais une baïonnette spécifique est fabriquée en 1874.
Le sabre baïonnette modèle 1866 Z est destiné aux troupes non-armées du fusil.
Le sabre-baïonnette modèle 1866 Chassepot est conservé sur les mousquetons d'artillerie Gras seulement.

### Baïonnette Mle 1874
L'épée-baïonnette modèle 1874 comporte une lame droite en "T", et la poignée est en bois et laiton.

### Baïonnette à douille Mle 1874
La baïonnette à douille Mle 1874 est produite pour la carabine gendarmerie à pied.C'est le dernier modèle de baïonnette à douille en service dans l'armée française. Elle est vite abandonnée au profit de la baïonnette Mle 1874 toutes armes.

## L'unité collective

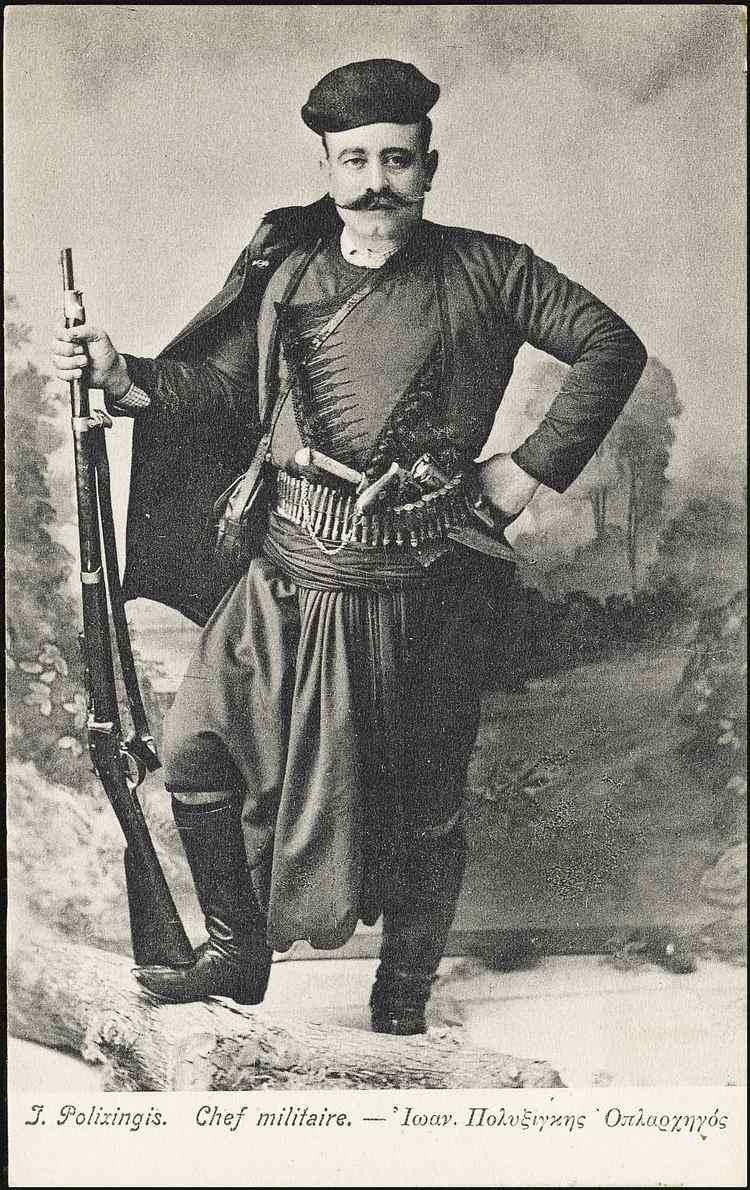
Soldat grec.

Le soldat est doté d'une giberne contenant une partie des 78 cartouches de dotation, le reste étant emporté dans le sac, puis à partir de 1877 de deux cartouchières montées sur le ceinturon Mle 1873 et contenant des paquets de six cartouches.

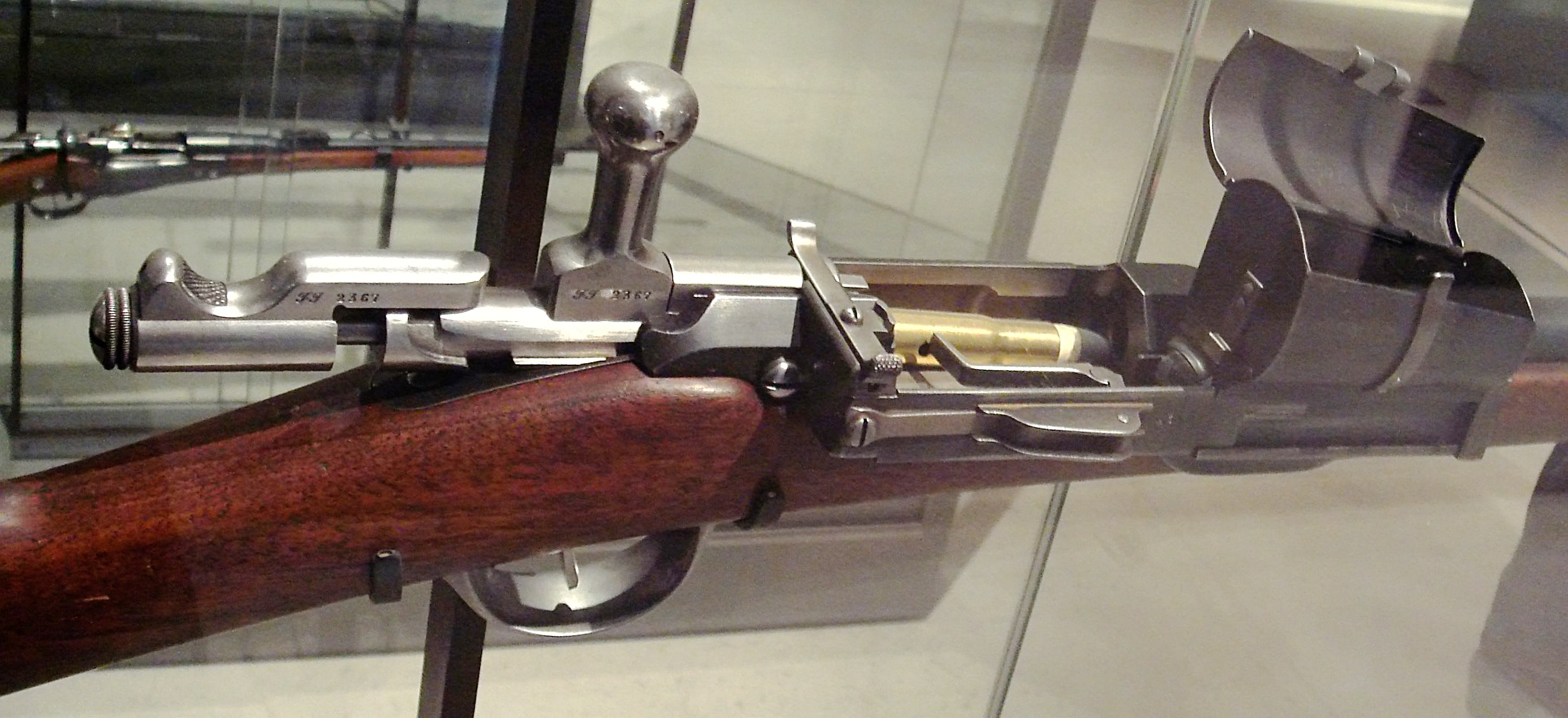

## Utilisation
À partir d'octobre 1914, l'armée française rencontre une pénurie de fusil Lebel, le fusil Gras est distribué aux soldats de l'armée territoriale.
Les régiments territoriaux sont initialement prévus pour assurer un service de garde et de police dans les gares, les villes, les frontières, sur les voies de communication  (GVC), à l’occupation et à la défense des forts, des ponts et autres lieux sensibles.
En 1940, plusieurs milliers de fusils Gras sont remis à la troupe, plus particulièrement aux gardes-voies et aux unités chargées de la protection de certains terrains d'aviation. Cette distribution s'explique par le manque d'armes modernes en dotation dans l'armée française, qui n'en dispose alors que de 3 000 000 pour un total de 5 000 000 d'hommes à la suite de la mobilisation française de 1939. Le fusil Gras sert donc à combler les vides mais cette arme, excellente en 1875, est obsolète en 1940.
En Grèce, il était utilisé par les troupes d'appui (par exemple les muletiers).

## Classification
Le fusil Gras est classé en catégorie D.